# Luis Alfonso Dávila
Luis Alfonso Dávila (6 de diciembre de 1943) es un militar en retiro y político venezolano, que ejerció varios cargos importantes, entre ellos como último presidente del Congreso de la República (1999), ministro de Interior y posteriormente canciller en el primer gobierno de Hugo Chávez.

## Trayectoria

### Primeras posiciones militares y partidista
Dávila es un oficial de comando retirado del Ejército Bolivariano. Conocía a Hugo Chávez como cadete en la brigada blindada de San Fernando de Apure. Pidió ser dado de baja del ejército en 1990, a pesar de que había sido considerado para el puesto de general bajo el presidente Carlos Andrés Pérez. En su lugar se retiró de ser comandante de una unidad en el Ejército y se dedicó a la ganadería. Dávila recuerda estar "encantado" con el intento de cambiar el gobierno venezolano en 1992, cuando Chávez intentó un fracasado golpe militar. En 1994, Chávez le pidió que le ayudara en un proyecto político. Fue elegido para el Senado venezolano en las elecciones de 1998, convirtiéndose en su presidente antes de que el Senado fuera suprimido por la Constitución de 1999.

### Ministro de Interior
En el año 2000, Dávila fue nombrado Ministro del Interior de Venezuela. En febrero de 2000, hizo unas polémicas declaraciones sobre los medios y el aumento de la delincuencia en el país. En oposición a estas declaraciones, se fundó en el Ateneo de Caracas la Asociación Civil Comunicación y Libertad.
En febrero de 2001, Dávila fue nombrado para el Departamento de Relaciones Exteriores y fue reemplazado como Ministro del Interior por Luis Miquilena, mentor político de Chávez. En ese momento, el diario Los Ángeles Times informó que el coronel Luis Alfonso Dávila había estado "bajo fuego recientemente por no haber frenado la creciente tasa de delincuencia en Venezuela".

### Ministro de Relaciones Exteriores
En febrero de 2001, Dávila fue nombrado Ministro de Relaciones Exteriores de Venezuela. En 2001, Dávila preparó y publicó un documento "utilizando el mantra tradicional de que en Venezuela no hay racismo, sólo mestizaje". La Red Afro-venezolana criticó el documento, enfrentándolo en la Tercera Conferencia Mundial contra el Racismo en Durban, Sudáfrica ese mismo año. En respuesta a los argumentos de que Dávila no había leído el documento, acordó modificarlo para satisfacer las preocupaciones de la organización.
Los días 29 y 30 de noviembre de 2001, hizo una visita oficial a Guyana, reuniéndose con el presidente Bharrat Jagdeo y realizando visitas de cortesía a Ralph Ramkarran, Desmond Hoyte y Edwin Carrington. Las discusiones abordaron la reivindicación territorial de Venezuela y el Acuerdo Energética de Caracas. En las conversaciones, afirmó que su país estaría "dispuesto a otorgar a Guyana el estatus de beneficiario bajo el acuerdo".
A partir de 2001, el movimiento político moderado en Venezuela estuvo encabezado por Dávila, quien tomó la posición del brazo derecho de Chávez. Dávila "colocó a sus seguidores en todos los niveles", y como Miquilena, rechazó el socialismo cubano a favor de la consolidación sobre la radicalización. Se opuso al golpe de abril de 2002.
Fue sustituido por Roy Chaderton en mayo de 2002, siendo reemplazado brevemente por José Rodríguez Iturbe ese mismo año. Abandonó el movimiento chavista, después de su derrota en las elecciones internas del partido chavista en 2003. En las elecciones regionales de 2008 se mantuvo como independiente, obteniendo menos del 1% de los votos.

## Política
Aunque Dávila era un "hombre de confianza" de Hugo Chávez entre 1994 y 2004, alrededor de una década más tarde, dijo a la prensa regional que apoyar a Chávez había sido su "mayor error".